# Jakob Erhard Randahl
Jakob Erhard Randahl var en svensk officer, tecknare och akvarellist verksam i mitten av 1700-talet.
Han var son till kaptenen vid Västmanlands regemente Christian Randahl. Han uppehöll sig på 1740-talet i Holstein där han var verksam som löjtnant i gottorpsk tjänst. Randahl finns representerad med arkitekturritningar vid Nationalmuseum i Stockholm.